# Звежинець (Тухольський повіт)
Звежинець (пол. Zwierzyniec) — село в Польщі, у гміні Слівиці Тухольського повіту Куявсько-Поморського воєводства.
Населення — 78 осіб (2011).
У 1975-1998 роках село належало до Бидгощського воєводства.

## Демографія
Демографічна структура станом на 31 березня 2011 року:
|          | Загалом | Допрацездатний вік | Працездатний вік | Постпрацездатний вік |
| -------- | ------- | ------------------ | ---------------- | -------------------- |
| Чоловіки | 43      | 13                 | 25               | 5                    |
| Жінки    | 35      | 7                  | 20               | 8                    |
| Разом    | 78      | 20                 | 45               | 13                   |